# Милан Ћурчин
Милан Ћурчин (Панчево, 14. новембар 1880 — Загреб, 20. јануар 1960) био је југословенски и српски песник, књижевни критичар, публициста и преводилац.

## Биографија
Потицао је из имућне панчевачке трговачке породице. Његов отац Васа Ћурчин био је сувласник познате трговачке фирме "Ћурчин и Стојановић". Славни комедиограф Бранислав Нушић био је као дечак трговачки калфа у тој радњи - "само три дана" (1876). Основну школу учио је у Панчеву, а гимназију у Новом Саду. У Новом Саду приватно га је учио Јован Грчић. Започео је 1900. године студије германистике и славистике у Бечу. У младости он је песник особењак, декадент и индивидуалиста. Један је од представника српске модерне и значајан књижевни историчар, а радио је и као доцент Београдског универзитета (1906-1914) на Катедри за немачки језик и књижевност, обрађујући јужнословенско-немачке литерарне везе. Тада издаје и уређује две књиге Српскохрватског алманаха (Београд – Загреб, 1910. и 1911). Ћурчин је 1904. докторирао германистику и славистику у Бечу са тезом Српска народна поезија у немачкој литератури. Теза је наредне године објављена у Лајпцигу, да би на наш језик била преведена 1987. поводом двестоте годишњице Вуковог рођења. За време Првог светског рата био је члан Југословенског одбора у Лондону, где је деловао у југословенском духу. У периоду од 1920. до 1941. у Загребу излази часопис ”за културна, политичка и друштвена питања” под називом "Нова Европа", који уређује и издаје Ћурчин. Други светски рат провео је прикривен у Сплиту. Бавио се и превођењем (са немачког, на енглески, француски, румунски, чешки, италијански...). Педесетих година 20. века (од 1950) он је редактор Лексикографског завода у Загребу. Пензионисан је 1954. године. Умро је у Загребу 1960, али су му посмртни остаци пренети у Панчево и сахрањени у породичној гробници.

## Књижевни рад
Књижевношћу се почео бавити као студент. Прву песму Вече у врту објавио је у Бранковом колу. Касније песмама, књижевним студијама и критиком сарађивао је у Цариградском гласнику, Српском књижевном гласнику, Сријемским новинама и другим, у то време, престижним часописима. Јавивши се у књижевној јавности на крају 19. и почетком 20. века, непосредно после Војислава, а у исто време са Ракићем, Дучићем и Дисом, овај српски модерниста разликовао се од претходног, али и свог времена. Доноси ново виђење поезије и стваралаштва у тексту О мојим песмама, који се сматра манифестом модерне у нашој књижевности. Овај текст се појавио двадесет година пре текстова Милоша Црњанског и Станислава Винавера. Као следбеник авангардне струје, устаје против традиционализма и нормативизма, залажући се за аутентичност у стварању.
“У песми закони ћуте, пустите осећај!”, певао је Ћурчин, уносећи слободан стих, хумор и прозаизме - особине којима разара озбиљну, формалну страну парнасо-симболистичке традиције. Наведени елементи дошли су до изражаја у његовој првој збирци Песме из 1906. године. У овој збирци читав први циклус посветио је љубавној лирици. Те песме су често ироничне, без повезивања љубави са апсолутним и духовним, а тежећи овоземаљском (“Моја је љубав од овога света…”). О њој говори површно, без уношења у емоцију, лепршаво и лако, због чега су се бројне полемике тицале ове књиге. Друга књига “Песме” изашла је 1911. у само шездесет примерака. И поред свега, његове најпознатије песме Богдан Поповић је уврстио у Антологију новије српске лирике, а критичар Јован Скерлић о њима говори у Историји нове српске књижевности.
У збирци Драга моја... објављене су најлепше песме Милана Ћурчина. Млади песник их је исписивао на илустрованим дописницама и најчешће их је слао сестри Соки у родно Панчево. Те дописнице, каквих више нема, од својих предака је прикупила и за штампу приредила Федора Бикар.